# SN 2003L
SN 2003L – supernowa typu Ic odkryta 12 stycznia 2003 roku w galaktyce NGC 3506. W momencie odkrycia miała maksymalną jasność 16,90m.